# Associació de Futbol de les Maldives
L'Associació de Futbol de les Maldives, també coneguda per les sigles FAM (en anglès: Football Association of Maldives) es va fundar el 1982 com a òrgan de govern del futbol a la República de les Maldives. La FAM és la responsable de tots els aspectes reguladors del futbol a les Maldives.
La FAM es va afiliar a la Confederació Asiàtica de Futbol (AFC) i a la Federació Internacional de Futbol Associació (FIFA) el 1986.
Des de 1997 és membre de la Federació de Futbol de l'Àsia del Sud (SAFF).
La FAM és la responsable d'organitzar el futbol de totes les categories, tant masculines com femenines, inclosos el futbol sala i les respectives seleccions nacionals.
Les principals competicions de lliga que organitza la FAM són la Lliga Dhivehi (en anglès: Dhivehi Premier League) i la Lliga Malé (en anglès: Malé League) i la segona i tercera divisió. Els quatre primers classificats de la Lliga Dhivehi disputen des de l'any 2005 la Copa del President (en anglès: President's Cup). Des de l'any 1946 fins a l'any 2004 es va conèixer amb el nom de Campionat Nacional de les Maldives (en anglès: Maldives National Championship).
La principal competició per eliminatòries és la Copa Maldives (en anglès: Maldives FA Cup) que es disputa des de l'any 1988.
L'any 2012, la FAM va crear el Campionat de futbol femení FAM (en anglès: FAM Women's Football Championship).